# Middleware-Software-System für Betreiber-Funktionssteuerung
Middleware-Software-Systeme für Betreiber-Funktionssteuerung sind Middleware-Systeme im Bereich des Fernseh- und Rundfunks, welche die Steuerung der Signalübertragung von Massenmedien (vorwiegend Fernsehen und Radio) über das Übertragungsnetz des digitalen Fernsehens gewährleistet. Middleware-Software-Systeme für Betreiber-Funktionssteuerung sind ein Managementtool, das infolge der Wandlung von Massenmedien zu den „Massenkommunikationsmitteln“ entstanden ist. Unter den Massenkommunikationsmitteln versteht man Massenmedien mit Feedback, d. h. formell besteht für Zuhörer, Zuschauer oder Leser die Möglichkeit der Einflussausübung oder des Meinungsausdrucks.

## Aufgaben eines Middleware-Software-Systems für Betreiber-Funktionssteuerung
Die Aufgaben, die ein Middleware-Software-System für Betreiber-Funktionssteuerung übernimmt, sind unter Berücksichtigung von 
unterschiedlichen kommerziellen, technischen, sozialen und politischen Faktoren entstanden:
- die Entwicklung von begleitenden Massenmedien als erweiterten Service für das digitale Fernsehen und Radio (Teletext, Bannertausch)
- das gesellschaftliche Bedürfnis nach der Einführung von quasi-interaktiven Services im digitalen Fernseh- und Radiofunk, bestehend aus kundenangepassten Inhalten der Internetseiten und Blogs auf dem Fernsehbildschirm. Die Darstellung wird dabei durch die Softwarekomponenten des Middleware-Software-Systems für Betreiber-Funktionssteuerung realisiert, die in die Software der Receiver des digitalen Fernsehens integriert sind. (TV Browser)
- Notwendigkeit der Entwicklung und Integration von neuen Technologien in die zivilen Warn- und Meldesysteme für den Fall von Notfallsituationen.
- kommerzielle Interessen der Anzeigekunden und Teilnehmer des TV-Marktes an den Mechanismen von Meinungsumfragen.
- Interessen der traditionellen TV-Massenmedien an der Gestaltung des kommerziellen Fernsehens, einschließlich Pay-TV (kostenpflichtig).

## Funktionsbeispiele bei digitalen terrestrischen Fernseh- und Radiosendungen
- Einsatz von begleitenden Massenmedien: Electronic Program Guide, Teletext, Gruppen- und Individualversand von Meldungen, Einsatz  von digitaler Beschilderung auf Bildschirmen von Fernsehteilnehmern
- Einsatz eines quasi-interaktiven Zugangskanals zum Inhalt von Internetseiten und Blogs über eine intuitive Benutzerschnittstelle (Menüs des Receivers) und Navigationssteuerung durch den Inhalt mit der traditionellen Fernbedienung
- Verteilungssteuerung von definierten Paketen der digitalen TV- und Radioprogramme bei Sendungen für bestimmte Regionen oder Territorien (inklusiv individueller Zuschauerprogramme - Abrufvideo)
- Einsatz des Steuerungsmanagements für das automatisierte Senden von regionalen Programmpaketen (Werbung, lokale Nachrichten, Wetterberichte usw.)
- Einsatz als Mittel für die Durchführung von elektronische Wahlen mittels Fernsehen und Fernmessung der Einschaltquoten
- Fernupdate der Software von Digitalreceivern
- Zugangsbegrenzung zu den entgeltpflichtigen TV-Kanälen oder Autorisierung von subventionierten Digitalreceivern (mittels Zugangsberechtigungssystem)

## Implementierungsbeispiele
Das digitale terrestrische Fernsehen in Italien verwendet das Multimedia Home Platform–System als Plattform für die Implementierung der E-Verwaltungsfunktion. 
Das digitale terrestrische Fernsehsystem ISDB-T in Japan verwendet das zentralisierte Middleware-Software-System für Betreiber-Funktionssteuerung für die Zugangsteuerung der Systeme (BCAS), Verteilung von regionalen digitalen Sendeströmen und Übertragung des elektronischen Programmführers.